# Там, където е сърцето (филм, 1990)
„Там, където е сърцето“ е американска романтична комедия от 1990 г. на режисьора Джон Бурман, и участват Дабни Колман, Ума Търман, Джоана Касиди, Криспин Глоувър, Сюзи Еймис и Кристофър Плъмър.

## Актьорски състав
- Дабни Колман – Стюарт Макбейн
- Джоана Касиди – Джийн Макбейн
- Сюзи Еймис – Клоуи Макбейн
- Ума Търман – Дафни Макбейн
- Дейвид Хюлет – Джими Макбейн
- Криспин Глоувър – Лайнъл
- Кристофър Плъмър – Шити
- Мори Чейкин – Хари
- Дилън Уолш – Том
- Шейла Кели – Шерил
- Кен Поудж – Хамилтън